# Sydne Rome
Sydne Rome (n. 17 martie 1951, Akron, Ohio, SUA) este o actriță de film americană, naturalizată în Italia. 

## Filmografie selectivă
- 1969 Some Girls Do, regia Ralph Thomas
- 1969 Sundance and the Kid, regia Duccio Tessari
- 1970 So Long Gulliver
- 1972 Man Called Amen, regia Alfio Caltabiano
- 1972 What?, regia Roman Polanski
- 1973 Reigen (Merry-Go-Round), regia Otto Schenk
- 1974 Creezy, regia Pierre Granier-Deferre
- 1974 The Gamecock (La Sculacciata), r. Pasquale Festa Campanile
- 1975 Order to Kill, regia (Josè Gutiérrez Maesso
- 1975 That Lucky Touch, (Christopher Miles
- 1975 Il faut vivre dangereusement regia Claude Makovski
- 1975 Wanted: Babysitter (René Clément, 1975)
- 1975 Umarmungen und andere Sachen, regia Jochen Richter
- 1976 The Twist regia Claude Chabrol
- 1976 Sex with a Smile, regia Sergio Martino
- 1977 Il mostro, regia Luigi Zampa
- 1977 Moi, fleur bleue regia Éric Le Hung
- 1978 Formula 1 La febbre della velocità'' (Speed Fever), regia Mario Morra
- 1979 Just a Gigolo (Schöner Gigolo, armer Gigolo, r. David Hemmings
- 1980 Omul puma (L'Uomo puma), r. Alberto De Martino
- 1981 Looping regia Walter Bockmayer/ Rolf Buehrmann
- 1982 Mexicul în flăcări regia Serghei Bondarciuk
- 1983 Clopotele roșii - Am văzut nașterea unei lumi noi (Я видел рождение нового мира), regia Serghei Bondarciuk
- 1986 Romanza final (Gayarre), r. José María Forqué
- 1994 In the Heat of the Night (ep. Who Was Geli Bendl?)
- 2000 Padre Pio: Between Heaven and Earth (TV, 2000)
- 2000 Lourdes (miniserie TV)
- 2004 Saint Rita (Giorgio Capitani), film TV
- 2005 Callas e Onassis (Giorgio Capitani), film TV
- 2007 The Hideout
- 2010 Il figlio più piccolo  (The Youngest Son), regia Pupi Avati
- 2011 Il cuore grande delle ragazze (Pupi Avati, 2011)